# Динамо (футбольный клуб, Ставрополь, 1986)
«Динамо ГТС» — российский футбольный клуб из Ставрополя. Ранее назывался «Сигнал», «Динамо-АПК», «Спартак-Кавказтрансгаз», «Кавказтрансгаз-2005», «Газпром Трансгаз Ставрополь», до 2014 года выступая за Изобильный и Рыздвяный.
По окончании сезона-2013/14 клуб изменил название на «Динамо-ГТС», перебазировался в Ставрополь, и какое-то время позиционировал себя как преемник расформированного ставропольского «Динамо» — на базе клуба фактически было возрождено начавшее выступать в Первенстве ПФЛ с сезона-2014/15 ставропольское «Динамо», с сезона-2015/16 юридически оформившее «историческое название».

## История
В 1986—1987 годах изобильненский «Сигнал» играл в чемпионате Ставропольского края. Играл в первенстве РСФСР и за несколько туров до конца зональных соревнований обеспечил себе первое место и право участия во всероссийском финале. По результатам решающих игр «Сигнал» стал чемпионом России. Перед стартом в чемпионате СССР 1989 года коллектив был почти полностью распущен. Костяк новой команды составили молодые игроки. Победы в домашних матчах чередовались с разгромными поражениями на выезде. Ни один из сменяющихся тренеров так и не смог создать по-настоящему сильный коллектив. За эти годы в «Сигнале» выступали Александр Горбачёв, Вадим Соколов, Андрей Копылов, Валерий Шевырёв, Дмитрий Тулинцев, Андрей Стороженко.
В 1992 году команда выступала в розыгрыше российского первенства второй лиги под названием «Динамо-АПК», из-за финансовых трудностей была снята по ходу турнира. В 1996 году под руководством Евгения Перевертайло команда возродилась. Однако перед поездкой на финальный турнир всероссийского первенства любительских команд, который должен был стартовать осенью 1996 года в Ульяновске, было объявлено, что больше команды мастеров в Изобильном не будет. В том году команда заняла второе место в своей зоне («Юг»), победила на домашнем финальном турнире, а также выиграла Кубок России среди КФК.
В 1998 году было вновь начато создание футбольного клуба. В короткий срок под знамёна «Сигнала» были призваны местные воспитанники: Андрей Ярыгин, Эдуард Махмуров, Андрей Родионов, Александр Беликов, Андрей Макаров. Руководство клубом было доверено Геннадию Колотухину, а тренером стал Евгений Перевертайло. В 1999 году команда выиграла зональный турнир Первенства КФК и заняла третье место на финальном турнире в Пскове.
В сезон-2000, уже в ранге профессиональной команды второго дивизиона, «Сигнал» вступил с новым названием — «Спартак-Кавказтрансгаз». К списку учредителей футбольного клуба добавилось ООО «Кавказтрансгаз».
В сезоне-2004 «Кавказтрансгаз», лишившийся приставки «Спартак», возглавили опытные специалисты: начальник команды Валентин Кочергин, приглашённый из футбольного клуба «Терек», и главный тренер Виталий Коберский из «Нивы» Славянск-на-Кубани. Под их руководством команда устроила финишный спурт и вошла в шестёрку сильнейших команд зоны «Юг».
В межсезонье вновь появилась угроза распада команды, но депутат Государственной Думы Ставропольского края, генеральный директор ООО «Кавказтрансгаз» Василий Васильевич Зиновьев решил помочь клубу. В короткий срок в посёлке газовиков Рыздвяном был построен современный стадион, и ФК «Кавказтрансгаз-2005» взял старт в первенстве Южного федерального округа среди любительских команд. Становление коллектива прошло успешно: победив в домашних матчах ставропольское «Динамо», новороссийский «Черноморец», каспийский «Дагдизель», трансгазовцы заняли четвёртое место и создали хороший плацдарм для возвращения в профессиональную футбольную лигу. С 2006 года «Кавказтрансгаз-2005» снова выступает во втором дивизионе. В 2013 году переименован в честь учредителя — ООО «Газпром трансгаз Ставрополь».
В 2014 году футбольный клуб «Газпром трансгаз Ставрополь» был расформирован, и на его базе возрождено ставропольское «Динамо», под названием «Динамо ГТС» с сезона-2014/15 ставшее выступать в Первенстве ПФЛ. 1 июня 2015 года было объявлено о переименовании «Динамо ГТС» в «Динамо Ставрополь», и сезон 2015/16 клуб начал под названием «Динамо Ставрополь».

## Достижения
- 5 место во Втором дивизионе (2014/2015).
- 1/32 финала Кубка России (1992/93 и 2001/02).
- Чемпион РСФСР среди любительских команд (1988).
- Обладатель Кубка России среди любительских команд (1996).
- Победитель зонального и бронзовый призёр финального турниров Первенства КФК (1999).

## Символика клуба

### Цвета клуба
| Синий | Белый |

### Прежние эмблемы

«Кавказтрансгаз-2005»
«Газпром трансгаз Ставрополь»

### Прежние названия
- 1989—1991, 1996, 1999 — «Сигнал» Изобильный
- 1992 — «Динамо-АПК» Изобильный
- 2000—2003 — «Спартак-Кавказтрансгаз» Изобильный
- 2004 — «Кавказтрансгаз» Изобильный
- 2005 — «Кавказтрансгаз» Рыздвяный
- 2005—2013 — «Кавказтрансгаз-2005» Рыздвяный
- 2013—2014 — «Газпром Трансгаз Ставрополь» Рыздвяный
- 2014—2015 — «Динамо ГТС» Ставрополь

## Рекордсмены клуба
Наибольшее количество матчей за клуб (2 дивизион):
- Герман Бериев — 102
- Валерий Басиев — 95

Наибольшее количество голов за клуб (2 дивизион):
- Валерий Басиев — 24
- Жумалдин Каратляшев — 22

## Статистика выступлений

### В первенстве СССР
| Сезон | Лига                            | Место | Название            |
| ----- | ------------------------------- | ----- | ------------------- |
| 1989  | Вторая лига СССР, зона 3        | 16    | Сигнал (Изобильный) |
| 1990  | Вторая низшая лига СССР, зона 4 | 12    | Сигнал (Изобильный) |
| 1991  | Вторая низшая лига СССР, зона 4 | 7     | Сигнал (Изобильный) |

### В первенстве и Кубке России
| Сезон   | Лига                            | Место | Кубок | Название                                  | Примечания                                                                      |
| ------- | ------------------------------- | ----- | ----- | ----------------------------------------- | ------------------------------------------------------------------------------- |
| 1992    | Вторая лига, зона 1             | 11    | 1/32  | «Динамо-АПК» (Изобильный)                 | Исключение из ПФЛ. Проблемы с финансированием.                                  |
| 1996    | КФК России, МРО ЮФО / Зона «Юг» | 2     | —     | «Сигнал» (Изобильный)                     |                                                                                 |
| 1999    | КФК России, Юг                  | 1     | —     | «Сигнал» (Изобильный)                     | Выход во Второй дивизион                                                        |
| 1999    | КФК России, Финал               | 3     | —     | «Сигнал» (Изобильный)                     | Выход во Второй дивизион                                                        |
| 2000    | Второй дивизион, зона «Юг»      | 7     | 1/512 | «Спартак-Кавказтрансгаз» (Изобильный)     |                                                                                 |
| 2001    | Второй дивизион, зона «Юг»      | 17    | 1/32  | «Спартак-Кавказтрансгаз» (Изобильный)     |                                                                                 |
| 2002    | Второй дивизион, зона «Юг»      | 13    | 1/256 | «Спартак-Кавказтрансгаз» (Изобильный)     |                                                                                 |
| 2003    | Второй дивизион, зона «Юг»      | 16    | 1/256 | «Спартак-Кавказтрансгаз» (Изобильный)     |                                                                                 |
| 2004    | Второй дивизион, зона «Юг»      | 6     | 1/64  | «Кавказтрансгаз» (Изобильный)             | Исключение из ПФЛ. Проблемы с финансированием                                   |
| 2005    | ЛФЛ России, Юг                  | 4     | —     | «Кавказтрансгаз-2005» (Рыздвяный)         | Выход во Второй дивизион                                                        |
| 2006    | Второй дивизион, зона «Юг»      | 7     | 1/256 | «Кавказтрансгаз-2005» (Рыздвяный)         |                                                                                 |
| 2007    | Второй дивизион, зона «Юг»      | 6     | 1/256 | «Кавказтрансгаз-2005» (Рыздвяный)         |                                                                                 |
| 2008    | Второй дивизион, зона «Юг»      | 8     | 1/256 | «Кавказтрансгаз-2005» (Рыздвяный)         |                                                                                 |
| 2009    | Второй дивизион, зона «Юг»      | 15    | 1/256 | «Кавказтрансгаз-2005» (Рыздвяный)         |                                                                                 |
| 2010    | Второй дивизион, зона «Юг»      | 7     | 1/256 | «Кавказтрансгаз-2005» (Рыздвяный)         |                                                                                 |
| 2011/12 | Второй дивизион, зона «Юг»      | 10    | 1/256 | «Кавказтрансгаз-2005» (Рыздвяный)         |                                                                                 |
| 2012/13 | Второй дивизион, зона «Юг»      | 14    | 1/64  | «Кавказтрансгаз-2005» (Рыздвяный)         |                                                                                 |
| 2013/14 | Первенство ПФЛ, зона «Юг»       | 9     | 1/64  | «Газпром Трансгаз Ставрополь» (Рыздвяный) |                                                                                 |
| 2014/15 | Первенство ПФЛ, зона «Юг»       | 5     | 1/128 | «Динамо ГТС» (Ставрополь)                 | Фактически возрождённый «исторический» клуб, де-юре возрождён с сезона-2015/16. |

Также существовала молодёжная команда клуба. В сезоне-2012/13 под названием «Газпром Трансгаз Ставрополь»-М она приняла участие в Первенстве России среди ЛФК в зоне «ЮФО/СКФО» и заняла второе место.